# Scymninae
Scymninae  (лат.) — подсемейство жесткокрылых из семейства божьих коровок.

## Описание
Коровки мелких размеров, в длину обычно не превышают 3 мм. Усики очень короткие, их длина не более 2/3 ширины головы. Последний сегмент челюстных щупиков более или менее цилиндрический или слабо сужен к вершине. Расстояние между средними и задними тазиками примерно одинаковой ширины.

## Систематика
В составе подсемейства:
- триба: Aspidimerini

- род: Acarinus
- род: Aspidimerus
- род: Cryptogonus
- род: Pseudaspidimerus

- триба: Diomini

- род: Diomus Mulsant 1850

- триба: Hyperaspidini

- род: Hyperaspis Dejean 1833

- триба: Noviini

- род: Novius Mulsant 1850
- род: Rodolia Mulsant 1850

- триба: Scymnini

- род: Clitostethus Weise 1885
- род: Cryptolaemus Mulsant 1853
- род: Nephus Mulsant 1846
- род: Pseudoscymnus Chapin, 1962
- род: Scymnus Kugelann 1794

- триба: Stethorini

- род: Stethorus Weise 1885